# Huntington (Hereford)
Huntington – wieś w Anglii, w Herefordshire, w dystrykcie (unitary authority) Herefordshire. Leży 3,2 km od miasta Hereford i 194,1 km od Londynu. W 1931 roku civil parish liczyła 137 mieszkańców.